# Tunahan
Tunahan is een bestuurslaag in het regentschap Jepara van de provincie Midden-Java, Indonesië. Tunahan telt 6978 inwoners (volkstelling 2010).